# Helige å
Helige Å eller Helga Å er det afsnit af Mörrumsån, som løber fra Helgasjön via Salen til Åsnen i Kronobergs län, Småland.